# Moussa Dadis Camara
Moussa (Moïse) Dadis Camara (Koure (Nzérékoré), 1 januari 1964 of 29 december 1968), een kapitein van het Guinese leger, was in de periode december 2008 - december 2009 als president van de Conseil National de la Démocratie et du Développement (CNDD) de facto president van Guinee.
Deze groep greep de macht op 23 december 2008 na het overlijden van langheersend president Lansana Conté. Als hoofd van de CNDD omschreef Camara zijn organisatie als een overgangsorgaan om de terugkeer naar de democratie te begeleiden. Critici twijfelden aan Camara's intenties om democratiseringen door te voeren in Guinee en hielden hem verantwoordelijk voor de moord op 157 oppositie-demonstranten tijdens een massameeting in de hoofdstad. Na een aanslag begin december 2009 werd Camara, zwaar gewond aan het hoofd, naar Marokko overgevlogen voor medische hulp. Als parlementsvoorzitter trad Sékouba Konaté op als waarnemend president. Op 31 juli 2024 werd Moussa Dadis Camara schuldig bevonden aan “misdaden tegen de menselijkheid” tijdens de bloedbaden die plaatsvonden in 2009, en werd hij veroordeeld tot twintig jaar gevangenisstraf.